# Lutzomyia cortelezzii
Lutzomyia cortelezzii är en tvåvingeart som först beskrevs av Brèthes J. 1923.  Lutzomyia cortelezzii ingår i släktet Lutzomyia och familjen fjärilsmyggor. Inga underarter finns listade i Catalogue of Life.